# Pelican (Alaska)
Pour les articles homonymes, voir Pelican.
Pelican est une localité d'Alaska aux États-Unis dans la région de recensement de Skagway-Hoonah-Angoon dont la population est de 83 habitants en 2011.

## Situation - climat
Elle est située sur la côte nord-est de l'île Chichagof, à 129 km au nord de Sitka et à 113 km à l'ouest de Juneau.
Les températures vont de −6 °C à 4 °C en janvier et de 11 °C à 17 °C en juillet.

## Histoire - activités
Le site s'est développé en 1938 autour d'une usine de congélation du poisson. Kalle Raataikainen achetait du poisson pêché à cet endroit, et le transportait ensuite à Sitka. Il décida d'utiliser cet emplacement bien situé pour y établir une conserverie, et lui donna le nom de son navire, The Pelican. C'est autour de l'entreprise, et de ses aménagements extérieurs que se sont regroupés les habitants. Un magasin de fournitures générales, une scierie, ainsi que la poste ont été construits en 1939. Dès 1940, une école et une autre conserverie ont ouvert.
Pelican est restée une communauté de pêcheurs, dépendante de la pêche au saumon, au flétan et à la morue. Toutefois, les habitants pratiquent aussi quelques activités touristiques, et accueillent des résidents saisonniers.

## Démographie
| 1940 | 1950 | 1960 | 1970 | 1980 | 1990 | 2000 | 2010 |
| ---- | ---- | ---- | ---- | ---- | ---- | ---- | ---- |
| 48   | 180  | 135  | 133  | 180  | 222  | 163  | 88   |

## Personnalités liées à la ville
- Colleen Shannon, Playmate des 50 ans de Playboy (Miss janvier 2004).

## Sources et références
- (en) CIS

1. ↑  « Statistiques des États-Unis - Alaska - Profils des communautés de 2010 » (consulté en novembre 2020)

- (en) Cet article est partiellement ou en totalité issu de l’article de Wikipédia en anglais intitulé « Pelican, Alaska » (voir la liste des auteurs).